# Gyeke község
Gyeke község (románul: Comuna Geaca) község Kolozs megyében, Romániában. Központja Gyeke, beosztott falvai Feketelak, Légen, Kispulyon, Kőristanya, Vasasszentgothárd.

## Fekvése
Kolozs megye keleti részében, a Mezőség északnyugati részén helyezkedik el Kolozsvártól 60 kilométer távolságra. A D109C megyei úton közelíthető meg.

## Népessége
A 2011-es népszámlálás adatai alapján a község népessége 1626 fő volt, csökkenve a 2002-ben feljegyzett 1744 főhöz képest. A lakosság többsége román (75,58%), a magyarok részaránya 14,64%, a romáké 4,8%. A vallási hovatartozás szempontjából a lakosság többsége ortodox (73,86%), emellett élnek a községbenn reformátusok (14,45%), Jahova tanúi (2,28%), hetednapi adventisták (1,66%) és pünkösdisták (1,54%).

## Nevezetességei
A községből az alábbi épületek szerepelnek a romániai műemlékek jegyzékében:
- a feketelaki Szent Paraszkiva-fatemplom (LMI-kódja CJ-II-m-B-07687)
- a gyekei Béldi-kastély(wd) (CJ-II-m-B-07621)
- a légeni református templom (CJ-II-m-B-07688)